# Franz Josef Walz

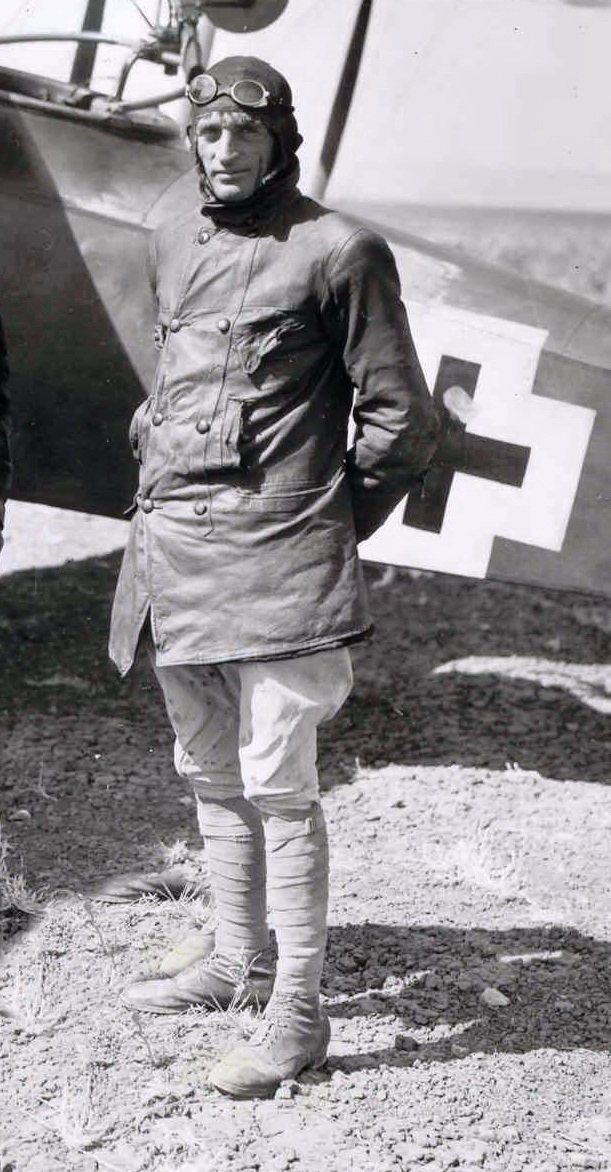
Franz Josef Walz in der Jesreelebene

Franz Josef Walz (* 4. Dezember 1885 in Speyer; † 18. Dezember 1945 in Breslau) war ein deutscher Generalleutnant im Zweiten Weltkrieg.

## Biografie
Walz trat 1905 in das 8. Infanterie-Regiment der Bayerischen Armee ein. 1913 begann er in Schleißheim eine Pilotenausbildung. Im Vorfeld der Gründung einer 4. bayerischen Feldfliegerabteilung wurde er als Leutnant mit der Abfassung eines Berichts über die Anforderungen an ein modernes Militärflugzeug beauftragt.

Walz (mit Moustache und Flugbrille auf der Stirn) zwischen Baruch Katinka (am Motor) und Hans Eduard von Heemskerck (mit Kragenpatten) auf dem Phönizischen Bäderexpress in Afula, 1918

Bei Ausbruch des Ersten Weltkriegs im August 1914 kam er zur Feldfliegerabteilung 3b. Im Juli 1916 wurde er verwundet und zur Feldfliegerersatzabteilung 1 nach Schleißheim versetzt. Ab November war er wieder in verschiedenen Fliegerstaffeln eingesetzt. Nach dem Tod von Oswald Boelcke war Walz vom 29. November 1916 bis zum 9. Juni 1917 Staffelführer der Jagdstaffel 2. Ende August 1917 wurde er als Hauptmann an der osmanischen Palästinafront Kommandeur der Fliegerabteilung 304b im deutschen Asien-Korps. Die Fliegerabteilung lag 1918 in Merchavia und Afula. Hauptmann Walz erzielte sieben Luftsiege. Am 9. August 1918 erhielt er den Orden Pour le Mérite.
Nach Kriegsende diente er von Dezember 1919 bis Januar 1920 auf dem Fliegerhorst in Schleißheim. Von 1920 bis 1934 war er im Polizeidienst, zuletzt 1933 als Oberstleutnant, unterbrochen von der Teilnahme an der Chinesisch-Schwedischen Expedition 1927–1929 unter der Leitung von Sven Hedin.
Im Mai 1934 trat er in das Heer der Reichswehr und im Dezember 1934 wieder in die Luftwaffe ein. 1935 wurde er zum Oberst, 1939 zum Generalmajor und am 1. April 1941 zum Generalleutnant befördert. Seine Verabschiedung aus der Wehrmacht erfolgte am 31. Oktober 1944. Im September 1939 wurde er Höherer Flieger-Ausbildungs-Kommandeur VII. Von 1941 bis 1944 war er Kommandant des Flugplatzes Grodno bei Reichshof im Generalgouvernement. Walz verstarb 1945 in polnischer Kriegsgefangenschaft.